# Park Jeong-su
Park Jeong-su (박정수?, 朴正洙?; Corea del Sud, 12 aprile 1994) è un ex calciatore sudcoreano, di ruolo difensore.